# آلشوپاهوک
آلشوپاهوک (به مجاری:  Alsópáhok) یک سکونتگاه مسکونی در مجارستان است که در زالا واقع شده‌است.